# Distrito de Viseo
El distrito de Viseo (en portugués y oficialmente, distrito de Viseu) es uno de los dieciocho distritos que, junto con Madeira y Azores, forman Portugal. Con capital en la ciudad homónima, limita al norte con Oporto, y Vila Real, al sur con Coímbra y al oeste con Aveiro.
Pertenece, en su mayor parte, a la provincia tradicional de la Beira Alta, pero también incluye municipios pertenecientes al Douro Litoral y a Trás-os-Montes e Alto Douro. Área: 5009,78 km² (9.º mayor distrito portugués). Población residente (2011): 377 653 habs. Densidad de población: 75,38 hab./km².

## Subdivisiones
El distrito de Viseu se subdivide en los siguientes 24 municipios:
- Armamar
- Carregal do Sal
- Castro Daire
- Cinfães
- Lamego
- Mangualde
- Moimenta da Beira
- Mortágua
- Nelas
- Oliveira de Frades
- Penalva do Castelo
- Penedono
- Resende
- Santa Comba Dão
- São João da Pesqueira
- São Pedro do Sul
- Sátão
- Sernancelhe
- Tabuaço
- Tarouca
- Tondela
- Vila Nova de Paiva
- Viseo
- Vouzela